# Wachlarzowiec olbrzymi

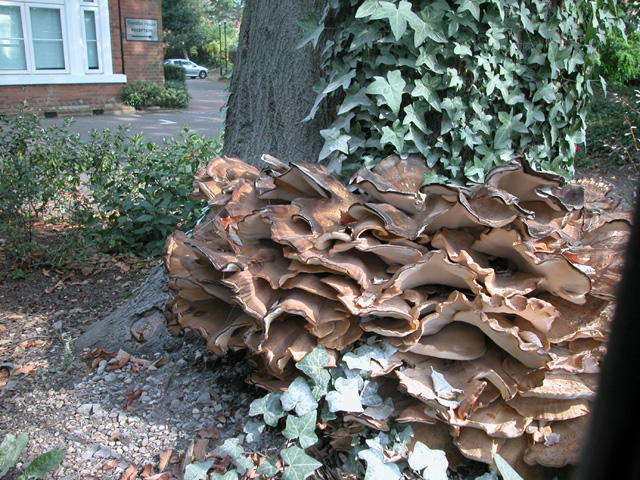

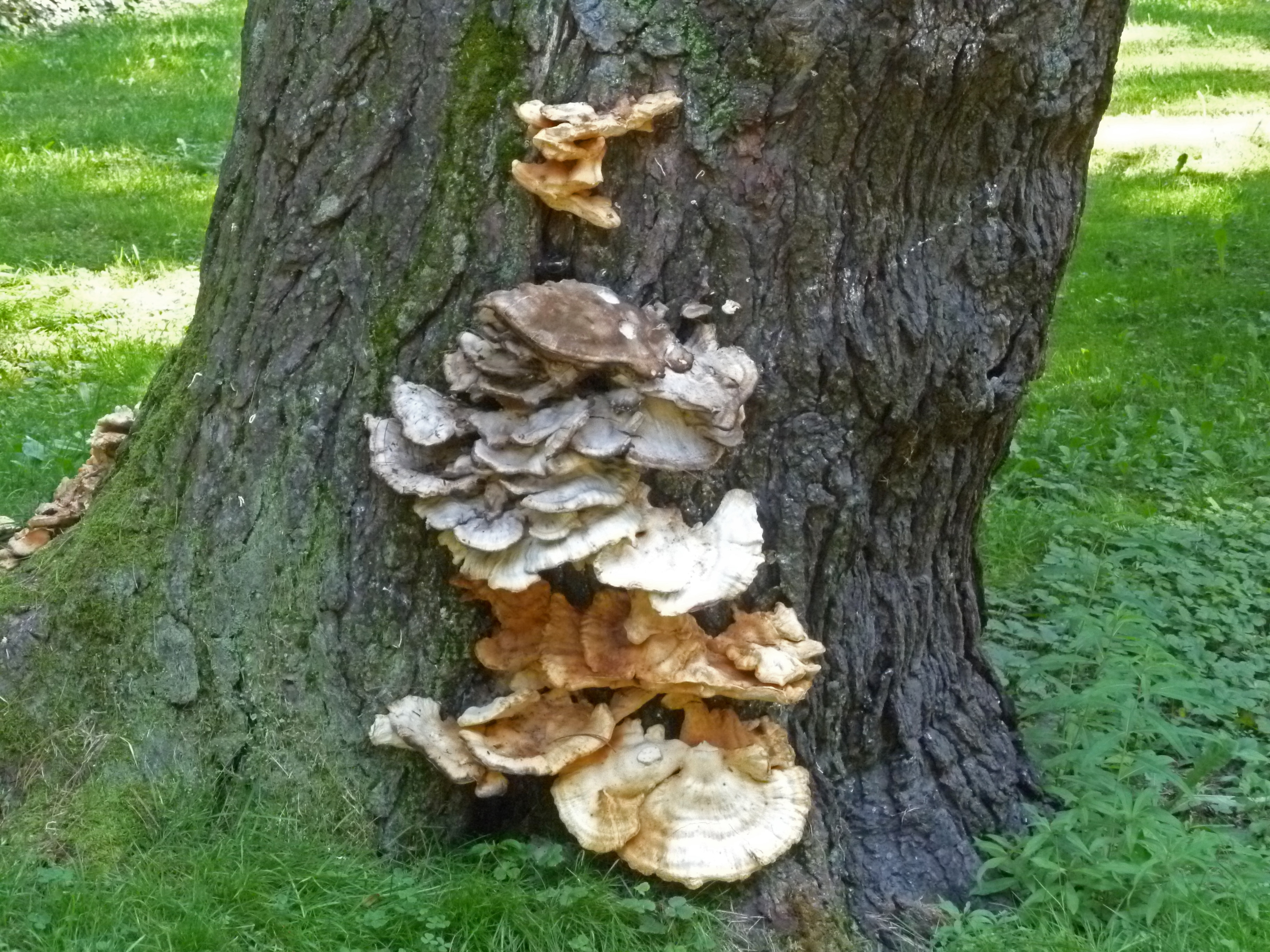

Wachlarzowiec olbrzymi (Meripilus giganteus (Pers.) P. Karst.) – gatunek grzybów z rodziny wachlarzowcowatych (Meripilaceae).

## Systematyka i nazewnictwo
Pozycja w klasyfikacji według Index Fungorum: Meripilus, Meripilaceae, Polyporales, Incertae sedis, Agaricomycetes, Agaricomycotina, Basidiomycota, Fungi.
Po raz pierwszy takson ten zdiagnozował w 1794 r. Christian Hendrik Persoon, nadając mu nazwę Boletus giganteus. Obecną, uznaną przez Index Fungorum nazwę nadał mu w 1882 r. Petter Adolf Karsten, przenosząc go do rodzaju Meripilus.
Posiada 19 synonimów naukowych, niektóre z nich:
- Agaricus multiplex Dill. 1719
- Boletus cornutus J.F. Gmel. 1792
- Boletus giganteus Pers. 1794
- Cladomeris gigantea (Pers.) Quél. 1886
- Clavaria aequivoca Holmsk. 1790
- Flabellopilus giganteus (Pers.) Kotl. & Pouzar 1957
- Grifola gigantea (Pers.) Pilát 1934
- Meripilus lentifrondosus (Murrill) M.J. Larsen & Lombard 1988
- Polyporus giganteus (Pers.) Fr. 1815
- Polyporus lentifrondosus (Murrill) Murrill 1912[2].

Nazwę polską podał Władysław Wojewoda w 1999 r. W polskim piśmiennictwie mykologicznym gatunek ten opisywany był też jako żagiew olbrzymia lub flagowiec olbrzymi.

## Morfologia
Owocniki
Jest to jeden z największych grzybów nadrzewnych, którego pojedyncze rozety osiągają wagę do kilkunastu, a skupienia owocników przy jednym pniu do kilkudziesięciu kilogramów.
Owocniki jednoroczne, duże, osiągające średnicę od 30 do 80 cm, z wieloma dachówkowato ułożonymi, wachlarzowatymi lub półkolistymi kapeluszami, które wyrastają ze wspólnej podstawy, niekiedy na krótkich trzonkach. Powierzchnia kapeluszy początkowo żółtobrązowa, później brązowawa, kasztanowata, wyraźnie koncentrycznie pręgowana, pokryta drobnymi łuseczkami. Brzeg kapeluszy jaśniejszy, kremowy, zaokrąglony, z wiekiem falisty.
Rurki
Krótkie, białawe, po uszkodzeniu przebarwiające się na brązowo, a następnie czerniejące. Pory bardzo drobne, koliste, około 0,3 mm średnicy.
Miąższ
Biały, łykowaty, włóknisty, na przekroju czerniejący, o silnie grzybowym zapachu i kwaskowatym smaku.
Zarodniki
Gładkie, bezbarwne, jajowate do kolistych.
Gatunki podobne
- żagwica listkowata (Grifola frondosa), która występuje niemal wyłącznie na dębach i ma znacznie mniejsze i węższe kapelusze
- jodłownica górska (Bondarzewia mesenterica), która rośnie u podstawy jodeł i odznacza się dużymi, kanciastymi i nierównymi porami oraz miąższem, który nie czernieje na przekroju.

## Występowanie i siedlisko
Notowany w Ameryce Północnej, Europie, Azji, Afryce Północnej i na Nowej Zelandii. W Polsce liczne jego stanowiska opisano w piśmiennictwie naukowym. Do października 2014 r. znajdował się na liście grzybów chronionych.
Grzyb nadrzewny. Rośnie u podstawy różnych gatunków drzew liściastych, wyjątkowo także drzew iglastych. Zwykle przy martwych pniach, rzadziej jako pasożyt żywych drzew. Chętnie rośnie na siedliskach antropogenicznych: parkach, przydrożnych drzewach. W naturalnych kompleksach leśnych spotykany wyjątkowo rzadko. Ze względu na upodobanie do antropogenicznych stanowisk zwany również „grzybem parkowym”.

## Zastosowanie
Grzyb jadalny niskiej wartości. Jadalne są tylko młode owocniki.